# ヘルメット (ゲーム&ウオッチ)
ヘルメットは、任天堂が製造販売していた携帯型液晶ゲーム機「ゲーム&ウオッチ」シリーズのひとつ。1981年2月21日に発売されたゴールドシリーズである。

## 内容
左端の建設中のビルのドアから作業員を出発させて、上から降ってくる工具を避けながら右端の事務所の中に入るゲームである。事務所のドアは自動で開閉しており、ドアが閉まっている間は入ることができない。工具にキャラクターが当たってしまうとミスになり、3回ミスでゲーム終了となる。落下してくる工具は左からハンマー、バケツ、ペンチ、マイナスドライバー、スパナの順である。
GAME AとGAME Bの2種類があり、工具の落下速度が異なる。(GAME Bの方が工具の落下速度が速い、落下個数が多い等、難易度が高い。)
『メイド イン ワリオ』『あつまれ!!メイド イン ワリオ』にもこのゲームが収録されている。
日本の漫画『ドラえもん』にも「本物電子ゲーム」（てんとう虫コミックス27巻に収録）というこのゲームと同じシステムの電子ゲームが登場する話がある（落下物は槍、刀、手裏剣、矢の4種類）。アニメ化された際（第2作第1期「本物電子ゲーム」、1994年8月26日放送、DVD『ドラえもんコレクションスペシャル特大号』夏の5に収録）は、降ってくる物がこのゲームと同じトンカチ、スパナ、鉄球に変更されている。